# Azienda (ordinamento italiano)
L'azienda, in diritto italiano, individua il complesso dei beni organizzati dall'imprenditore per l'esercizio di attività di impresa. 
La legge italiana prevede la possibilità del trasferimento, cessione, acquisito, conferimento in società, e donazione della stessa.

## Generalità
La definizione normativa del concetto è data dall'art. 2555 del codice civile italiano:
Non ne è richiesto formale titolarità  ex lege da parte dell'imprenditore, o il possesso di tutti i beni di cui essa sia composta, ma il suo titolo deve comunque derivare da un diritto reale o un diritto personale.

## I segni distintivi
I segni distintivi dell'azienda sono la ditta, il marchio e insegna. La prima indica la denominazione legale nonché il nome dell'impresa, il secondo identifica il prodotto, la terza identifica i locali commerciali, industriali o di produzione.
In generale, l'imprenditore gode di ampia libertà nella formazione dei segni distintivi; è tenuto a rispettare i requisiti di verità, novità e capacità distintiva. L'imprenditore ha diritto all'uso esclusivo dei propri segni; si tratta di un diritto non assoluto, ma relativo e strumentale alla distinzione rispetto agli imprenditori concorrenti. L'imprenditore può trasferire ad altri i propri segni distintivi; non è un diritto incondizionato, viste le norme a tutela dei consumatori.

### La ditta
La ditta è l'unico ad essere obbligatorio, ed è nome sotto il quale l'imprenditore individuale esercita la sua impresa, compie gli atti di impresa, assume obbligazioni, acquista diritti e, più in generale, diventa punto di riferimento soggettivo dei rapporti giuridici relativi all'impresa.

### Il marchio
La disciplina del marchio è dettata dagli artt. 2569-2574 e dal codice della proprietà industriale. Da essa è possibile desumere alcuni principi comuni applicabili per analogia agli altri simboli di identificazione. 

### L'insegna
L'insegna è un altro dei segni distintivi dell'azienda e serve a distinguerne la sede. Essa, come gli altri segni distintivi, opera come collettore di clientela ed è particolarmente importante per le imprese che ricevono i clienti nei propri locali. Tuttavia, con la diffusione di internet e dei mezzi multimediali, numerose imprese vengono ora identificate principalmente tramite il proprio sito web, come nel caso delle imprese virtuali.
Il codice civile italiano dedica un solo articolo all'insegna, il 2568, che impone di integrare o modificare l'insegna che, essendo uguale o simile a quella di un altro imprenditore, possa creare confusione per l'oggetto dell'impresa o per il luogo in cui essa è esercitata. Per tutte le questioni non disciplinate, è incerto se si debba far riferimento alla normativa sulla ditta o a quella sul marchio; spesso si preferisce fare riferimento a quest'ultima, in quanto più articolata.

## Diritti correlati

### Usufrutto e affitto
L'azienda può essere oggetto anche di usufrutto ed affitto, in questo caso l'affittuario e l'usufruttuario acquistano qualità di imprenditore, hanno l'obbligo di gestire l'azienda sotto la ditta che la contraddistingue, senza modificarne la destinazione o intaccarne l'avviamento, conservando l'efficienza dell'organizzazione e degli impianti (senza obbligo di altri investimenti) nonché le normali dotazioni di scorte atte a garantire la possibilità di far fronte alle domande del mercato.
L'inosservanza di tali obblighi o la cessazione arbitraria della gestione determina l'estinzione dell'usufrutto o la risoluzione dell'affitto. In questo modo si vuole precludere un cambiamento qualitativo nell'azienda.
Si applicano all'usufrutto e/o all'affitto le norme sul trasferimento di azienda a titolo definitivo relative:
- al divieto di concorrenza, che grava sul proprietario o sul locatore per tutta la durata dell'usufrutto o dell'affitto;

- alla successione nei contratti per tutta la durata dell'usufrutto o dell'affitto; non è tuttavia chiaro se alla scadenza i contratti ritornino al proprietario o al locatore ovvero si estinguano;

- alla successione nei crediti, se anche questi formano oggetto dell'usufrutto; la norma non si applica però all'affitto.

Il legislatore nulla dispone sulla successione nei debiti dell'azienda ceduta in usufrutto o in affitto, onde si ritiene che salvo diversa pattuizione l'usufruttuario o l'affittuario non sono gravati dei debiti, anche se risultanti dalle scritture contabili obbligatorie.

L'art. 2561, ultimo comma, c.c. (applicabile anche all'affitto) stabilisce che 
Se dunque l'usufruttuario o l'affittuario hanno accresciuto il valore dell'azienda hanno diritto al conguaglio, altrimenti essi dovranno darlo al proprietario o al locatore.

## L'avviamento d'azienda
L'avviamento d'azienda rappresenta la valutazione economica dell'organizzazione dell'azienda e dei beni intangibili, che unita ai mezzi fisici permette di creare ricchezza tramite la produzione o di un bene o di un servizio ovvero la capacità di una azienda di produrre valore oltre la somma dei singoli mezzi utilizzati, in quanto il loro utilizzo è organizzato.
Quindi i beni materiali e immateriali che costituiscono l'azienda possiedono un valore economico superiore a quello materiale - costituito dalla somma del valore dei singoli beni - grazie alla capacità di produrre nuovo valore: questo valore ulteriore dell'azienda è la misura e il risultato del c.d. avviamento.
A tal proposito distinguiamo avviamento soggettivo da quello oggettivo e da quello misto:
- l'avviamento oggettivo: in quanto dipende dalle capacità del bene che viene prodotto all'interno dell'azienda.
- l'avviamento soggettivo: in quanto dipende dalle capacità dell'imprenditore nel produrre profitto.
- l'avviamento misto: in quanto dipende sia dalla capacita del soggetto-imprenditore che dalle capacita oggettive del bene stesso.

## Il trasferimento d'azienda
Il trasferimento d'azienda è disciplinato dall'art. 2112 c.c. che obbliga l'acquirente a mantenere i rapporti di lavoro e lo impegna solidalmente dei crediti maturati dai lavoratori. Alla luce dell'attuale normativa viene considerato trasferimento d'azienda ogni processo che determina il cambiamento di titolarità di un'attività economica organizzata: il 5º comma dell'art. 2112 c.c. parla di attività economica organizzata, che interpretata anche con la direttiva comunitaria dà una definizione dell'oggetto del trasferimento concernente organizzazione e attività. 
L'azienda può essere trasferita dall'imprenditore ai propri discendenti tramite la stipulazione di un apposito atto inter vivos, il patto di famiglia (contratto), istituto disciplinato dagli artt. 768-bis segg. del codice civile.

### Trasferimento del ramo d'azienda
Anche se il codice civile italiano fa riferimento al trasferimento dell'azienda nel sua interezza (art. 2112 c.c.), nulla vieta che esso possa riguardare anche solo una parte della stessa (ad esempio in caso di trasferimento del cosiddetto ramo di azienda), purché il ramo sia funzionale e capace, da solo o in un nuovo complesso aziendale, di produrre beni o servizi. La cessione può riguardare anche singoli beni aziendali; in questo caso, affinché si possa configurare come cessione di ramo d'azienda, è sufficiente che la cessione medesima abbia ad oggetto "una entità economica autonoma e organizzata in maniera stabile, la quale, in occasione del trasferimento, conservi la sua identità, senza che sia necessaria anche la completezza materiale e l'autosufficienza del gruppo" (sentenza della Corte di cassazione  n. 5932 del 5 marzo 2008). Il problema, di grande rilevanza pratica, della distinzione delle fattispecie di trasferimento di azienda rispetto ad altre fattispecie (ad esempio cessione del solo contratto di locazione commerciale ai sensi dell'art. 36 legge 27 luglio 1978, n. 392) deve essere risolto in base ad un criterio oggettivo, nel senso che per aversi trasferimento d'azienda non è necessario che si attribuisca all'acquirente la disponibilità di tutti i beni aziendali, purché si abbia la disponibilità di tutti quei beni essenziali per la realizzazione del programma aziendale originario, idonei a mantenere inalterata la natura e la qualità dei beni e servizi offerti sul mercato 
Laddove non diversamente dichiarato, il trasferimento abbraccia tutti i beni aziendali in virtù dei principi di funzionalità e relatività.
Il "ramo d'azienda" è trasferibile così come l'azienda intera, anche se non ha le stesse garanzie per i lavoratori dell'intero complesso aziendale: deve essere però identificato come "articolazione funzionalmente autonoma"; secondo il d.lgs. 10 settembre 2003, n. 276 non è più necessario che tale autonomia sia preesistente al trasferimento stesso. In conseguenza di ciò il lavoratore può solo presentare le dimissioni per "giusta causa" se le condizioni di lavoro subiscono una sostanziale modifica.
C'è da sottolineare che il ramo d'azienda non viene menzionato dall'art. 2112 c.c. ed, essendo molto più flessibile rispetto all'intera azienda, spesso i lavoratori invocano l'art.1406 c.c. in modo che possano bloccare un trasferimento per loro svantaggioso.

### Il divieto di concorrenza
L'art. 2557 c.c. fissa a carico dell'alienante ed a favore dell'acquirente dell'azienda il divieto di iniziare una nuova impresa con caratteristiche tali - per l'oggetto, l'ubicazione o altre circostanze - da poter sviare la clientela dell'azienda ceduta. Il divieto, diretto a tutelare l'avviamento dell'azienda ceduta, ha una durata di cinque anni dal trasferimento ed è disponibile dalle parti, le quali possono:
- pattuire un divieto più ampio, ma non tale da impedire ogni attività professionale dell'alienante, perché ciò si porrebbe in contrasto con la concorrenza costituzionalmente garantita ad ogni individuo (art. 41 Cost.); non possono ampliarne la durata; se questa è stabilita per un termine maggiore o non è stabilita affatto, il patto si intende valido per cinque anni;

- restringerne la portata e la durata o eliminarlo del tutto.

Il riferimento all'oggetto della nuova impresa va inteso in senso molto ampio, comprensivo della produzione e dello scambio, sia degli stessi beni o servizi ceduti, sia di beni e servizi succedanei. Il divieto di concorrenza opera anche nelle aziende agricole, ma solo per le attività connesse e se rispetto a queste sia possibile uno sviamento di clientela.

### Forma e pubblicità del trasferimento
L'art. 2556 c.c. disciplina la forma del trasferimento di azienda, dettando tre diverse regole sulla forma riguardanti tre profili differenti:
- Per le imprese commerciali i contratti che hanno ad oggetto il trasferimento della proprietà (es. compravendita) o il godimento (es. affitto) dell'azienda è richiesta la forma scritta ai soli fini della prova (forma cosiddetta ad probationem);

- nel caso la legge imponga forme particolari ai fini della validità del trasferimento (forma cosiddetta ad substantiam) per singoli beni ricompresi nel complesso aziendale (es. beni immobili; cfr. art. 1350 c.c.) o per la natura del contratto (es. donazione: art. 782 c.c.; conferimento in società di capitali: artt. 2328 e 2463 c.c.), è necessario che il trasferimento osservi le stesse forme (forma cosiddetta per relationem);

- al solo fine di ottemperare all'obbligo della pubblicità nel Registro delle imprese il trasferimento deve essere redatto per scrittura privata autenticata o atto pubblico e deve essere depositato per l'iscrizione nel registro entro trenta giorni a cura del notaio rogante o autenticante. L'adempimento serve a rendere opponibile ai terzi l'acquisto secondo le regole della pubblicità legale.

## La successione nei contratti
L'art. 2558 prevede che, in mancanza di una diversa pattuizione, al trasferimento dell'azienda si accompagna la successione dell'acquirente nei contratti, non ancora eseguiti o in corso di esecuzione, stipulati per l'esercizio dell'azienda stessa. La deroga alla disciplina generale in materia di cessione del contratto di cui all'art. 1406 c.c., che richiede per la cessione il consenso del contraente ceduto, trova un correttivo nella possibilità, riconosciuta a quest'ultimo, di esercitare il diritto di recesso dal contratto entro 3 mesi dalla notizia del trasferimento laddove risulti una giusta causa, che può consistere in carenze nelle qualità personali o nella scarsa consistenza del patrimonio extra aziendale dell'acquirente rispetto a quello dell'alienante.

Il recesso comporta solo il mancato trasferimento del contratto all'acquirente e la sua permanenza in capo all'alienante, ma non il suo scioglimento. Restano altresì in capo all'alienante i contratti aventi carattere personale, che l'art. 2258 c.c. esclude espressamente dalla successione.
Nel contratto di consorzio l'acquirente dell'azienda subentra a qualsiasi titolo; tuttavia, se il trasferimento è inter vivos e sussiste una giusta causa, gli altri consorziati possono deliberare l'esclusione dell'acquirente entro un mese dalla notizia del trasferimento (art. 2610 c.c.).
Il contratto di edizione circola con l'azienda, salvo che vi sia pregiudizio alla reputazione o alla diffusione dell'opera (art. 132 della legge sul diritto d'autore).

## La successione nei crediti
L'art. 2559 c.c. disciplina l'opponibilità ai terzi della cessione mediante pubblicità attuata con l'iscrizione nel registro delle imprese: se l'impresa è soggetta a registrazione, l'acquirente succede nei crediti relativi all'azienda ceduta e la cessione ha effetto nei confronti dei terzi dalla data dell'iscrizione, senza bisogno di notifica o accettazione dei debitori ceduti.
Tuttavia, il debitore ceduto che paga in buona fede all'alienante è comunque liberato.

## La successione nei debiti
A norma dell'art. 2560 c.c., l'alienante non è liberato dai debiti preesistenti al trasferimento se non risulta che i creditori vi abbiano consentito. Se viene ceduta un'azienda commerciale l'acquirente risponde in solido con l'alienante solo se i debiti risultano dai libri contabili obbligatori.

## La successione nei contratti e nei debiti di lavoro
Una disciplina particolare è dettata per il contratto di lavoro a tutela del lavoratore. In caso di trasferimento di azienda, il rapporto di lavoro continua con l'acquirente ed il lavoratore conserva tutti i diritti che ne derivano (art. 2112 c.c.). Alienante e acquirente sono obbligati in solido per tutti i crediti inerenti al rapporto di lavoro vantati dal lavoratore al tempo del trasferimento, anche se non risultano dalle scritture contabili; il lavoratore può consentire la liberazione dell'alienante solo mediante le procedure di conciliazione obbligatoria di cui agli artt. 410 e 411 c.p.c. Il trasferimento di azienda non costituisce di per sé motivo di licenziamento, ma resta ferma la facoltà dell'alienante di esercitare il diritto di recesso ai sensi della normativa in materia di licenziamenti.